# South Park (säsong 4)
Säsong 4 av South Park, är en amerikansk animerad TV-serie skapad av Trey Parker och Matt Stone, började sändas den 5 april 2000 på Comedy Central. Säsongen består av 17 avsnitt.

## Rollista

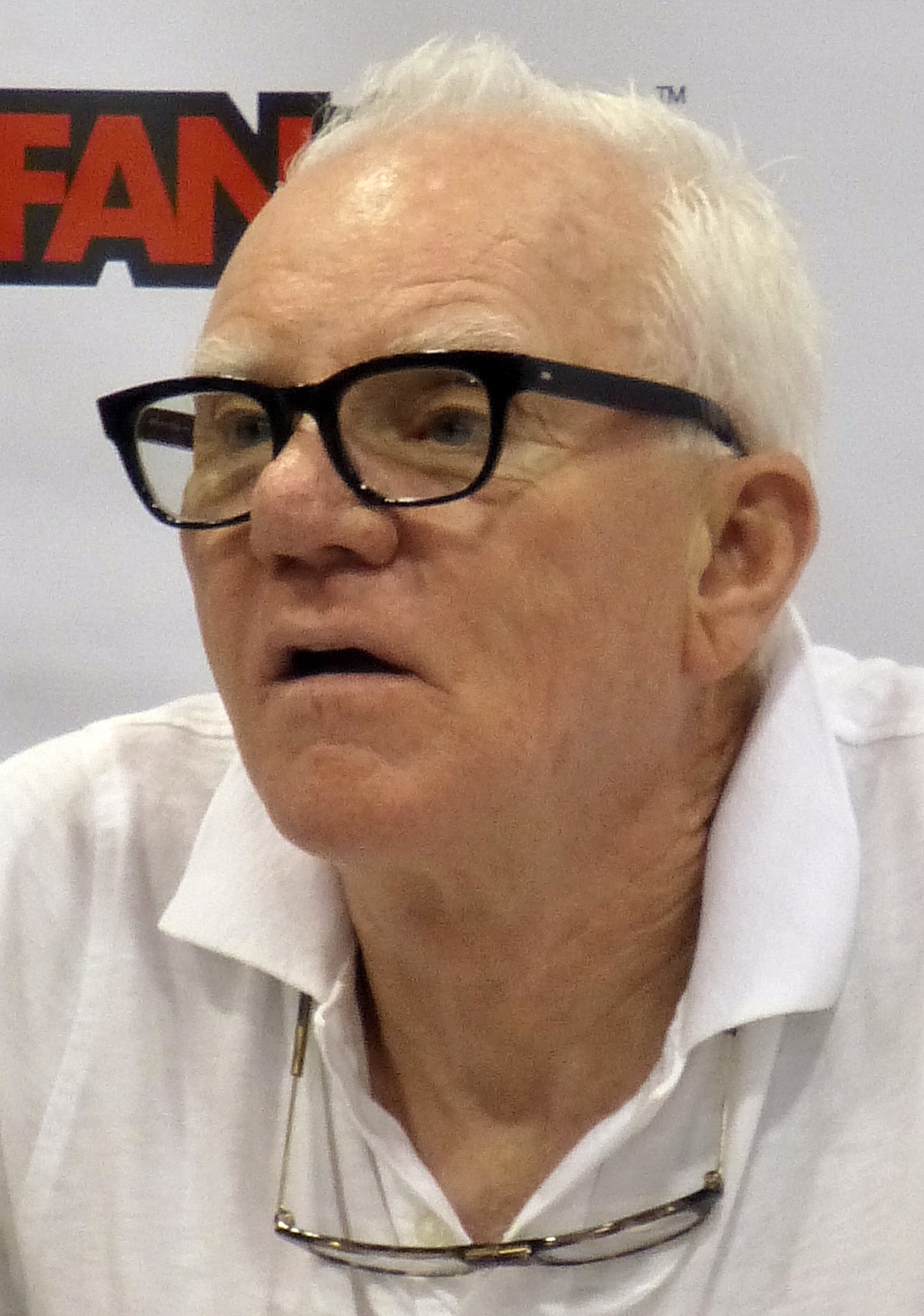
Malcolm McDowell (2015), gästspelade i avsnittet "Pip"

Det här är första säsongen som Eliza Schneider och Mona Marshall spelade flera av seriens kvinnliga figurer. De ersatte Mary Kay Bergman, som hade tagit sitt liv den 11 november 1999.

### Huvudroller
- Trey Parker som Stan Marsh, Eric Cartman, Randy Marsh, Mr. Garrison, Clyde Donovan, Mr. Hankey, Mr. Mackey, Stephen Stotch, Jimmy Valmer, Timmy Burch och Phillip.
- Matt Stone som Kyle Broflovski, Kenny McCormick, Butters Stotch, Gerald Broflovski, Stuart McCormick, Craig Tucker, Jimbo Kern, Terrance, Tweek Tweak och Jesus.
- Mona Marshall som Sheila Broflovski and Linda Stotch.
- Isaac Hayes som Chef.

### Gästroller
- Richard Belzer som Loogie ("The Tooth Fairy's Tats 2000")
- Cheech Marin som Carlos Ramirez ("Cherokee Hair Tampons")
- Tommy Chong som Chief Running Pinto ("Cherokee Hair Tampons")
- Dian Bachar ("Do the Handicapped Go to Hell?")
- Malcolm McDowell som berättaren ("Pip")
- Louis Price som Cornwallis's sångröst ("A Very Crappy Christmas")

## Avsnittsguide
Samtliga avsnitt är listade efter sändningsdatum.
| Nr i serien | Nr i säsongen | Titel                                                          | Regissör                  | Manus                                       | Originalvisning  | Prod. kod |
| --- | ------------- | -------------------------------------------------------------- | ------------------------- | ------------------------------------------- | ---------------- | --------- |
| 49 | 1             | "The Tooth Fairy's Tats 2000" "The Tooth Fairy's Tats"         | Trey Parker               | Trey Parker, Matt Stone & Nancy M. Pimental | 5 april 2000     | 401       |
| Pojkarna planerar att bli rika med hjälp av tandfen. |               |                                                                |                           |                                             |                  |           |
| 50 | 2             | "Cartman's Silly Hate Crime 2000" "Cartman's Silly Hate Crime" | Trey Parker & Eric Stough | Trey Parker                                 | 12 april 2000    | 402       |
| Cartman blir arresterad för ett hatbrott. |               |                                                                |                           |                                             |                  |           |
| 51 | 3             | "Timmy 2000"                                                   | Trey Parker               | Trey Parker                                 | 19 april 2000    | 403       |
| Alla barn i South Park blir felaktigt diagnostiserade med ADHD. Samtidigt blir Timmy frontman för bandet "Lords of the Underworld".                                                                                          |               |                                                                |                           |                                             |                  |           |
| 52 | 4             | "Quintuplets 2000" "Contorting Quintuplets 2000" "Quintuplets" | Trey Parker               | Trey Parker                                 | 26 april 2000    | 404       |
| Stans familj låter en mormor och hennes femlingar från Rumänien bo hos dem. Mormodern och hennes barnbarn flyr från USA:s och Rumäniens regeringar. Samtidigt börjar Kenny sjunga opera.                                     |               |                                                                |                           |                                             |                  |           |
| 53 | 5             | "Cartman Joins NAMBLA"                                         | Eric Stough               | Trey Parker                                 | 21 juni 2000     | 405       |
| Cartman letar efter mer mogna vänner, och hittar den "mogna" föreningen NAMBLA. Kenny försöker hindra sina föräldrar att ge honom ett till syskon.                                                                           |               |                                                                |                           |                                             |                  |           |
| 54 | 6             | "Cherokee Hair Tampons"                                        | Trey Parker               | Trey Parker                                 | 28 juni 2000     | 406       |
| Staden blir besatt av new-age prylar. Samtidigt måste Stan få Cartman att donera en av sina njurar för att rädda Kyles liv.                                                                                                  |               |                                                                |                           |                                             |                  |           |
| 55 | 7             | "Chef Goes Nanners"                                            | Trey Parker & Eric Stough | Trey Parker                                 | 5 juli 2000      | 407       |
| Chef protesterar mot South Parks rasistiska flagga. |               |                                                                |                           |                                             |                  |           |
| 56 | 8             | "Something You Can Do with Your Finger"                        | Trey Parker               | Trey Parker                                 | 12 juli 2000     | 408       |
| Pojkarna, eller rättare sagt Cartman, skapar ett pojkband för att tjäna 10 miljoner dollar. |               |                                                                |                           |                                             |                  |           |
| 57 | 9             | "Do the Handicapped Go to Hell?"                               | Trey Parker               | Trey Parker                                 | 19 juli 2000     | 409       |
| Efter prästens straffdomspredikan om helvetet blir barnen så skrämda att de vill börja gå i söndagsskolan. Saddam Hussein återvänder till helvetet, och upptäcker att Satan har funnit en ny kärlek.                         |               |                                                                |                           |                                             |                  |           |
| 58 | 10            | "Probably"                                                     | Trey Parker               | Trey Parker                                 | 26 juli 2000     | 410       |
| Barnen bygger en egen kyrka då de får ett telefonsamtal från Kenny. Detta eftersom barnen tror att Kenny blivit överkörd och hamnat i helvetet. Satan måste välja mellan sina två kärlekar.                                  |               |                                                                |                           |                                             |                  |           |
| 59 | 11            | "4th Grade"                                                    | Trey Parker               | Trey Parker                                 | 8 november 2000  | 411       |
| Barnen börjar i fjärde klass. De blir snabbt missnöjda och bygger en tidsmaskin för att åka tillbaka till tredje klass. |               |                                                                |                           |                                             |                  |           |
| 60 | 12            | "Trapper Keeper"                                               | Trey Parker               | Trey Parker                                 | 15 november 2000 | 412       |
| Framtidsmannen "Bill Cosby" vill åt Cartmans "trapper keeper". |               |                                                                |                           |                                             |                  |           |
| 61 | 13            | "Helen Keller! The Musical"                                    | Trey Parker               | Trey Parker                                 | 22 november 2000 | 413       |
| Timmy letar efter en levande kalkon till skolans Thanksgiving-pjäs. |               |                                                                |                           |                                             |                  |           |
| 62 | 14            | "Pip" "Great Expectations"                                     | Eric Stough               | Trey Parker                                 | 29 november 2000 | 414       |
| South Parks version av Charles Dickens Lysande utsikter, med Pip i huvudrollen och Malcolm McDowell som berättarröst. |               |                                                                |                           |                                             |                  |           |
| 63 | 15            | "Fat Camp"                                                     | Trey Parker               | Trey Parker                                 | 6 december 2000  | 415       |
| Cartman skickas till ett "fat camp". Kenny får betalt för att göra äckliga saker och blir tv-stjärna. |               |                                                                |                           |                                             |                  |           |
| 64 | 16            | "The Wacky Molestation Adventure"                              | Trey Parker               | Trey Parker                                 | 13 december 2000 | 416       |
| Pojkarna är arga på sina föräldrar, så de ringer polisen och säger att föräldrarna har "rört dem". Detta tömmer hela South Park på föräldrar, vilket gör staden "föräldrafritt" för barnen.                                  |               |                                                                |                           |                                             |                  |           |
| 65 | 17            | "A Very Crappy Christmas"                                      | Adrien Beard              | Trey Parker                                 | 20 december 2000 | 417       |
| Kyle är upprörd över att Mr. Hankey är för upptagen med sin familj för att sprida julstämning till folket, så han och de andra pojkarna gör en tecknad film baserad på Parker och Stones "The Spirit of Christmas"-kortfilm. |               |                                                                |                           |                                             |                  |           |